# Stadion 30 czerwca w Kairze
Stadion 30 czerwca – wielofunkcyjny stadion w stolicy Egiptu, Kairze. Obiekt został otwarty w 2012 roku i może pomieścić 30 000 widzów. Swoje spotkania rozgrywa na nim drużyna Pyramids FC. Stadion był jedną z aren piłkarskiego Pucharu Narodów Afryki 2019.
8 lutego 2015 roku podczas meczu ligowego pomiędzy Zamalek SC i ENPPI Club 22 kibiców zmarło w wyniku ścisku, jaki powstał przed bramami stadionu.